# Tom Coughlin
Thomas Richard „Tom“ Coughlin (* 31. August 1946 in Waterloo, New York) ist ein US-amerikanischer American-Football-Trainer und -Funktionär. Von 2004 bis 2015 war er Cheftrainer der New York Giants in der National Football League (NFL), mit denen er den Super Bowl XLII und den Super Bowl XLVI jeweils gegen die New England Patriots erringen konnte. Coughlin war der erste Cheftrainer der Jacksonville Jaguars, die 1995 als Expansion Team der NFL beitraten.

## Trainerkarriere

### Frühe Stationen
Nachdem Coughlin auf der Syracuse University erfolgreich als Wide Receiver gespielt hatte, begann er 1970 seine Trainerkarriere als Head Coach am Rochester Institute of Technology. Nach mehreren Jahren als Assistenz-Trainer in Syracuse und am Boston College wechselte er 1984 erstmals als Wide Receiver Coach zu den Profis in die NFL. Zunächst arbeitete er für die Philadelphia Eagles, danach für die Green Bay Packers und die New York Giants. Bei den Giants war er Assistent von Bill Parcells und gewann mit dem Team den Super Bowl XXV gegen die Buffalo Bills. 1991 wurde er als Head Coach des Boston College verpflichtet und war mit dem Team äußerst erfolgreich.

### Jacksonville Jaguars
Nach Coughlins Erfolg als College-Trainer in Boston wurden die neu gegründeten Jacksonville Jaguars bei der Suche nach ihrem ersten Head Coach auf ihn aufmerksam und verpflichteten ihn für ihre erste Saison 1995. Coughlin machte die Jaguars in seinen 8 Jahren als Cheftrainer zum erfolgreichsten Expansion Team in der Geschichte der NFL. Die Jaguars erreichten zweimal das Finale der AFC, das erste Mal schon im zweiten Jahr ihres Bestehens. 1996 wurde Coughlin dafür als Coach of the Year ausgezeichnet. Coughlin erreichte mit den Jaguars 72 Siege bei 64 Niederlagen (4-4 in den Playoffs).
Zur Saison 2017 kehrte Coughlin als Vizepräsident zu den Jacksonville Jaguars zurück.

### New York Giants
Nach einem Jahr Auszeit wurde Coughlin 2004 zum Head Coach der New York Giants ernannt. Coughlin übernahm ein Team in der Krise und hatte in seinem ersten Jahr eine Kontroverse um die Quarterback-Position zwischen dem Veteranen Kurt Warner und dem Erstrunden Draft-Pick Eli Manning zu überstehen. Coughlin entschied sich ab der Saison-Hälfte für den Rookie Manning. Die Giants verloren sechs der folgenden sieben Spiele und verpassten die Playoffs, woraufhin Coughlin stark kritisiert wurde. Das Vertrauen in Manning zahlte sich aber 2005 aus, als die Giants mit 11 Siegen und nur 5 Niederlagen zum ersten Mal seit 2002 wieder die Playoffs erreichten, wo man 23-0 gegen die Carolina Panthers verlor. Auch 2006 gelangten die Giants in die Playoffs und verloren wieder in der ersten Runde, diesmal gegen die Philadelphia Eagles.
Die Spielzeit 2007 wurde ursprünglich von Unruhen rund um den Rücktritt des Star-Runningbacks Tiki Barber überschattet. Mit soliden Leistungen, vor allem in der Verteidigung, konnten sich die Giants als Wild-Card-Team jedoch neuerlich für die Playoffs qualifizieren. Nach Siegen gegen die favorisierten Tampa Bay Buccaneers, Dallas Cowboys und Green Bay Packers erreichten die Giants erstmals seit 2000 wieder die Super Bowl, in der sie am 3. Februar 2008 die bis dahin ungeschlagenen New England Patriots mit 17-14 besiegten. Am 5. Februar 2012 konnten die New York Giants unter der Führung von Coughlin die New England Patriots im Super Bowl XLVI mit 21:17 erneut bezwingen. Nachdem er mit den Giants vier Jahre in Folge die Play-offs verpasst hatte, trat er am Ende der Saison 2015 als Head Coach zurück.

### Stil als Trainer
Coughlins Mentor als Trainer war Bill Parcells, und wie dieser ist Coughlin bekannt als Coach, der viel Wert auf Disziplin und kleinste Details legt.

## Funktionärskarriere
Am 1. August 2016 ernannte ihn die National Football League zum Senior Advisor to Football Operations.